# 박만영 (연출가)
박만영(1970년 ~ )은 KBS 드라마본부의 프로듀서이다.

## 학력 및 경력
- 서울대학교 신문방송학과 학사
- KBS 드라마본부 프로듀서

## 주요 작품

### 드라마
- 2003년 KBS2 아침 일일연속극 《장미 울타리》 ... 책임프로듀서
- 2003년 KBS1 저녁 일일연속극 《백만송이 장미》 ... 공동연출
- 2006년 KBS2 월화 미니시리즈 《포도밭 그 사나이》 ... 공동연출
- 2008년 KBS2 월화 미니시리즈 《최강칠우》 ... 연출
- 2010년 KBS2 주말연속극 《결혼해주세요》 ... 연출
- 2014년 KBS2 저녁 일일연속극 《달콤한 비밀》 ... 연출
- 2015년 KBS2 월화 미니시리즈 《별난 며느리》 ... 연출
- 2017년 KBS2 수목 미니시리즈 《맨홀 - 이상한 나라의 필》 ... 연출
- 2022년 KBS2 주말연속극 《삼남매가 용감하게》 ... 연출
- 2025년 KBS1 저녁 일일연속극 《대운을 지켜라》 ... 연출

### 예능
- 2011년  KBS1 예능프로그램 《독립영화관》... 공동연출